# クイーンズギャラリー (タイ)
クイーンズギャラリー（タイ語:หอศิลป์สมเด็จพระนางเจ้าสิริกิติ์ พระบรมราชินีนาถ、英語:The Queen's Gallery）は、タイ王国バンコクにある美術館。

## 概要
クイーンズギャラリーは、タイ王国シリキット王妃の求めに応じて、タイの美術作品の展示機会の提供と若手芸術家育成のために2003年8月9日に開館した美術館。バンコク銀行などの寄付によって建設され、運営はクイーンズギャラリー財団が行っている。王妃を讃え、タイ語の正式名称は「シリキット王妃殿下美術館」、英語名称は「クイーンズ・ギャラリー」と名づけられた。現役作家の企画展示がメインとなっている。

## 立地
- バンコク、プラナコーン区、ボーウォンニウェート地区 ラーチャダムヌーングラーン通り101（101 ถนนราชดำเนินกลาง แขวงบวรนิเวศ เขตพระนคร กรุงเทพฯ 10200）

## 施設
美術館は5階建て、総床面積は3,700m2。1階から4階までが展示室。5階が多目的室になっている。1階には大きな王妃の御影が展示されている。また館外にミュージアムショップ、カフェなどがある。
開館時間は10:00-19:00。水曜、祝日休館。入館料30バーツ。学生、高齢者無料。